# 帕拉沃奥尔
帕拉沃奥尔（Paravoor），是印度喀拉拉邦果拉姆县的一个城镇。2001年总人口38,649。

## 人口
该地2001年总人口38,649人，其中男性18,325人，女性20,324人；0—6岁人口4,453人，其中男2,265人，女2,188人；识字率79.13%，其中男性为80.95%，女性为77.49%。